# 泰德·金
泰德·金（Theodore William "Ted" King，1965年10月1日—）是美國的一位演員。金在肥皂劇Loving中飾演Danny Roberts後成名。他在2008年結婚。